# Ранко
Ранко (итал. Ranco) — коммуна в Италии, находится в провинции Варесе области Ломбардия.
Население составляет 1208 человек (2008), плотность населения составляет 185 чел./км². Занимает площадь 6,35 км². Почтовый индекс — 21020. Телефонный код — 0331.
Покровителями коммуны почитаются святой Кирик и священномученик Лаврентий.

## Демография
Динамика населения:

## Администрация коммуны
- Официальный сайт: http://www.comune.ranco.va.it/